# Hussain Mustahil
Hussain Mustahil (en árabe: حسين مستهيل ربيعة‎; Salalah, Omán; 2 de mayo de 1980) es un exfutbolista de Omán que jugaba en la posición de defensa.

## Carrera

### Club
| Periodo   | Club            |
| --------- | --------------- |
| 1998-2003 | Al-Nasr Salalah |
| 2003–2006 | Khaitan SC      |
| 2006–2007 | Al-Nasr Salalah |
| 2007–2008 | Al-Sahel SC     |
| 2008–2009 | Al-Nasr Kuwait  |
| 2009–2011 | Al-Nasr Salalah |

### Selección nacional
Jugó para Omán en 36 ocasiones de 2001 a 2004, participó en la Copa Asiática 2004 y en los Juegos Asiáticos de 2002.